# Dzięciel (gmina)
Dzięciel – dawna gmina wiejska istniejąca w XIX wieku w guberni łomżyńskiej. Siedzibą władz gminy był Dzięciel (obecnie Dąbrowa-Dzięciel).
Za Królestwa Polskiego gmina Dzięciel należała do powiatu mazowieckiego w guberni łomżyńskiej.
Według Słownika geograficznego Królestwa Polskiego gmina została zniesiona w końcu XIX wieku. Według wykazu gmin z 1921 roku miejscowości dawnej gminy Dzięciel wchodzą w skład gminy Szepietowo.